# Pazar Başören, Kızılcahamam
Pazar Başören là một xã thuộc huyện Kızılcahamam, tỉnh Ankara, Thổ Nhĩ Kỳ. Dân số thời điểm năm 2011 là 51 người.